# 林亭君
林亭君（1984年11月17日—），臺灣政治人物，中國國民黨籍，曾任台北市議會第十二屆市議員（中山、大同）。

## 生平
林亭君出生於臺北市，父親從商，母親為退休臺北醫院藥劑師。就讀臺北市立敦化國小、臺北市立敦化國民中學，就讀臺北市立大理高級中學。大學畢業於中國文化大學法律學系法學組。
大學畢業後，她擔任臺北市議員林晉章的服務處主任。2014年林晉章退休後，她接替參與市議員選舉，成為國民黨在第四選區唯一提名女性參選人，並當選第十二屆臺北市議員。
2018年因生涯規劃及完成學業等因素，原本不打算進行連任，但由於國民黨無法在台北市第四選區推出優秀的女性市議員參選人，因此請求林亭君接受徵召繼續參與競選。
她曾任中國國民黨當然黨代表、台北市滑輪溜冰協會理事長、台北市中山林姓宗親會常務理事、朱園社區發展協會副總幹事、台北市婦聯青溪中山支分會主委、台北市中山區婦女會顧問等職務。
林亭君目前就讀國立臺灣大學政治系「政府與公共事務」碩士在職專班EMPA。

## 問政

### 公宅把關
台北市都發局計畫2019年在台北市大安、大同、萬華、文山區，編列74.21億元預算興建五處公宅，但在議會工務委員會審查時遭發現公宅設置地點資訊不明確，且有3處預算規劃浮報，林亭君質疑都發局送審預算有蒙混之嫌，建議暫擱。

### 老屋健檢政策檢討
北市建管處2018年編列96萬老屋健檢費用，預計補助160件，但達成率不到10%，林亭君質疑，建物評估方式繁複，建管處執行方式疊床架屋，政策立意不明。

### 迎風溜冰場跳電質詢
林亭君指出台北市迎風溜冰場燈具電壓不足，選手必須摸黑練習，台北市長柯文哲對此回應，希望選手早上去練習，引起與論關注。

## 參選結果
| 年度 | 選舉屆數               | 所屬政黨   | 選舉區           | 得票數 | 得票率 | 當選標記 | 備註  |
| 2014 | 第十二屆臺北市議員選舉 | 中國國民黨 | 臺北市第四選舉區 | 17,103 | 8.65%  |          | [ 7 ] |
| 2018 | 第十三屆臺北市議員選舉 | 中國國民黨 | 臺北市第四選舉區 | 13,981 | 7.56%  |          | [ 8 ] |

## 外部連結
- 台北市議員林亭君臉書
- 林亭君個人網站